# Herniaria abyssinica
Herniaria abyssinica är en nejlikväxtart som beskrevs av Mohammad Nazeer Chaudhri. Herniaria abyssinica ingår i släktet knytlingar, och familjen nejlikväxter. Inga underarter finns listade i Catalogue of Life.